# 関西すうどんラジオ
関西すうどんラジオ（かんさいすうどんラジオ）は、1980年代末期から1990年代初期にかけて、第2土曜日午前にラジオたんぱ第2放送で放送されていたラジオ番組(大阪支社製作)。

## 番組内容
- ラジオたんぱの渡辺和昭アナウンサーが、B級アイドル、鉄っちゃん、郵趣、競馬などについて、リスナーの投稿を交えながら大いに語る番組。アイドル歌手がゲスト出演したり、大阪支社にて公開録音が行われたりした。
- 1988年8月の公開録音終了後にはリスナーと渡辺アナが大阪球場に「南海 対 阪急」を観戦に行った。その後、両球団の身売りが発表された。また、ゲストに来たアイドルが間もなく引退してしまうこともあった。
- 年末年始やゴールデンウィークには特別番組が行われることもあった。1989年始特番には、橋本美加子とよい子の歌謡曲編集部の梶本学がともに電話ゲストとして登場した。
- 1990年3月10日(3月7日にラジオたんぱ大阪支社にて公開録音。16名参加)放送分にて定期放送(番組では「定期列車」と称していた)は終了し、以後は5月連休や年始などの不定期特番(同様に「臨時列車」と称していた)となった。
- 渡辺はリスナーに対して「関西すうどんプレス」を不定期に発行していた。

## 登場したゲスト
- 白田あゆみ
- アンナアン
- 橋本美加子

## 関連番組
- 関東おでんラジオ
- 関西たこやきラジオ